# 42 (odpověď)
Číslo 42 je častý citát ze sci-fi románu Stopařův průvodce po Galaxii od britského spisovatele Douglase Adamse. V románu je toto číslo uváděno jako odpověď na základní otázku života, vesmíru a vůbec.

## Hledání odpovědi
Ve světě Stopařova průvodce po galaxii si myši (pandimenzionální to bytosti) položily za úkol najít „odpověď na otázku života, vesmíru a vůbec,“ a proto vybraly ze svého středu dva nejlepší programátory Lunkvila a Fuka, aby sestrojili počítač nazvaný Hlubina myšlení, který ji měl vypočítat. A tento počítač jim skutečně po sedmi a půl miliónu letech dal jednoduchou „odpověď na otázku života, vesmíru a vůbec“: „42“, s tím, že sám neví, jaké je znění oné základní otázky.

## Hledání otázky
Naštěstí Hlubina myšlení dokázala navrhnout největší a nejmocnější počítač, který kdy byl a bude ve vesmíru sestrojen, který dokáže vypočítat základní otázku a který se bude jmenovat Země. Byl postaven Magrathejskou stavební společností. Tato Země byla skutečný skvost, využívající ke svým výpočtům i samotné živočichy žijící na jejím povrchu a výpočet jí měl trvat 10 milionů let. Naneštěstí byla zničena při stavbě hyperprostorové dálnice Prostetnikem Vogonem Jelcem těsně před dokončením výpočtů. Jediný z objektů k projektu použitelných (pokud nepočítáme tyto tři další organismy, které nebyly pro výpočet způsobilé, díky faktu že ji opustili delší dobu před zničením: Trillian, která předčasně opustila projekt se Zafodem Bíblbroxem, a dvě bílé myši, které se jakožto správci projektu nemohly výpočtu aktivně zúčastnit), který se zachránil ze Země, byl Arthur Dent. Když Arthur poté postupně vytahoval písmena namalovaná na kamínky z vaku z ručníku a skládal je za sebou, aby zjistil, jak otázka zní, vyšlo mu: „Co dostanete, když vynásobíte šest devíti?“
Výsledkem této operace v desítkové soustavě není 42, ale 54. Fanouškové knihy posléze zjistili, že tato operace dá správný výsledek v třináctkové soustavě, nicméně autor knihy označil tuto shodu za čistě náhodnou.

## Odkaz fenoménu
„Odpověď na otázku života, vesmíru a vůbec“ se stala kulturním fenoménem na internetu. Např. někteří chatboti, vyhledávače a kalkulátory jsou naprogramovány, aby na výše zmíněnou otázku odpověděli 42, například Google a podobně tak Google Calculator odpoví 42 na text „the answer to life, the universe and everything,“ podobně tak Wolfram Alpha a vyhledávač Bing.
Podle poznámky z knihy Koule je Hlubina myšlení (Deep Thought) narážkou na významný pornografický film Hluboké hrdlo.
Odkaz k odpovědi se také objevuje v seriálu Hvězdná brána: Atlantida a Hvězdná brána: Hluboký vesmír. Slavný britský seriál Pán času má jednu epizodu nazvanou na počest odpovědi „42“. V americkém seriálu Ztraceni se objevovala řada čísel 4, 8, 15, 16, 23, 42.
Britská hudební skupina Level 42 si vybrala jméno podle Stopařova průvodce.
V počítačové hře Gothic je "42" kód rušící všechny aktivované cheaty. Po jeho zadání se objeví text „What was the question?“
V počítačově hře League of Legends má postava Heimedingera dvě hlášky odkazující na 42: „Aha, 42, I knew it! Now - er, what was the question again?“ a „42... there's just something about that number.“
V seriálu České televize Kosmo vysílá televizní kanál nazvaný ČT 42.

## 42 v počtech
Číslo 42 je ve dvojkové soustavě 101010, což, interpretováno jako datum, vedlo k neoficiálnímu svátku čísla 42 dne 10. října 2010.
Číslo je podle Bible rovněž počet všech pokolení mezi praotcem Židů Abrahámem a Ježíšem Kristem (Matouš 1,17).